# Ayabe

Ayabe (綾部市 Ayabe-shi?) este un municipiu din Japonia, prefectura Kyoto.